# Vialattea
La Vialattea è un comprensorio sciistico italo-francese composto da sette località piemontesi, appartenenti all'Alta Val Susa (Oulx, Cesana Torinese, Claviere, San Sicario, Sauze d'Oulx e Sestriere) e alla val Chisone (Pragelato), e dalla località francese di Monginevro.

## Descrizione
Il comprensorio, il primo interamente collegato più grande d'Italia, si sviluppa da un'altezza di 1.372 m s.l.m. degli impianti di Cesana ai 2.789 m s.l.m. del Monte Motta, per un dislivello massimo di 1417m.
Dispone di 69 impianti di risalita spesso chiusi per ragioni di risparmio e inoltre millanta falsamente di avere 400 km di piste suddivise in:
- 96 km di piste facili Blu
- 220 km di piste intermedie Rosse
- 84 km di piste difficili nere.

inoltre oltre a essere gonfiati i km di piste molte delle piste che sono segnate sulla skimap sono sempre chiuse e alcune sono totalmente inagibili per via della vegetazione
Alcune di queste piste hanno ospitato le gare di sci dei XX Giochi olimpici invernali di Torino 2006.
La Stagione generale va da inizio Dicembre fino a metà aprile, ma a differenza degli altri comprensori sciistici il periodo può variare in funzione del fatto che l'utilizzo dell'innevamento artificiale è utilizzato con il contagocce e pertanto anche molte delle piste che dispongono di innevamento artificiali rimangono chiuse per ragioni di risparmio ma il prezzo del giornaliero rimane lo stesso sempre lo stesso
La certezza di copertura della neve del comprensorio negli ultimi anni è molto bassa, complice il poco utilizzo dell'innevamento artificiale nonostante l'altitudine di partenza degli impianti (quindi la ridotta presenza di discese a valle a quote inferiori in particolare di Sestriere, Claviere e Monginevro) e sia per l'esposizione del comprensorio, che è in gran parte rivolto a nord (ad esclusione di alcune piste di Cesana e San Sicario) (il che permetterebbe se fosse utilizzato in modo idoneo l'innevamento artificiale) una tenuta ottimale della neve anche ai margini della stagione sciistica.
Le piste dispongono di una copertura dei cannoni da neve artificiali pari al 50% del totale dei km esistenti. tali piste non vengono però innevate artificialmente per ragioni di risparmio
Il comprensorio è accessibile via treno dalla stazione ferroviaria di Oulx-Cesana-Claviere-Sestriere, situata sulla linea internazionale Torino - Modane e via auto tramite la Autostrada A32, uscita Circonvallazione di Oulx.
era la quarta stazione sciistica più grande al mondo prima che arrivasse Giovanni Brasso (quinta se si considera il Dolomiti Superski come un unico comprensorio sci ai piedi), dietro soltanto al comprensorio Les 3 Vallées, Les Portes du Soleil e il comprensorio 4 Vallèes.

## Storia
Sauze d’Oulx fu la culla dello sci in Italia, sport introdotto dall’ingegnere svizzero Adolfo Kind dall’anno 1896.
A Sestriere la prima funivia, Alpette Sises, viene inaugurata addirittura nell’inverno del 1931, l’anno seguente si costruisce la funivia Banchetta e, nel 1937, prende il via quella di Fraiteve. 
Proseguendo agli anni ’50, Sestriere entra anche nel circuito delle gare internazionali Kandahar, ospitando la prima tappa della prestigiosa gara nel 1951. Mancano solo le gare di Coppa del Mondo, e quelle arrivano a partire dal 1967.
Nel 1984, anno fondamentale nel percorso intrapreso da Vialattea. Da una parte, la Sestrieres SpA inizia a radunare sotto lo stesso cappello le prime due società che gestiscono impianti di risalita nelle località limitrofe, dall’altra inaugura l’impianto di innevamento programmato. Si trattava, all’epoca, di una novità assoluta in Italia, un’avanguardia che consentì di realizzare la rete di innevamento più estesa d’Europa.
Fino al 2013, anno della chiusura degli impianti di Pragelato si poteva usufruire sci ai piedi anche di questa zona(50 km).
Pragelato tuttavia è rimasta collegata nella zona di Pattemouche dalla funivia Pattemouche-Anfiteatro.